# Liste der Naturdenkmale in Wittichenau
Die Liste der Naturdenkmale in Wittichenau nennt die Naturdenkmale in Wittichenau im sächsischen Landkreis Bautzen.

## Definition
„Naturdenkmäler sind rechtsverbindlich festgesetzte Einzelschöpfungen der Natur oder entsprechende Flächen bis zu fünf Hektar, deren besonderer Schutz erforderlich ist
1. aus wissenschaftlichen, naturgeschichtlichen oder landeskundlichen Gründen oder
2. wegen ihrer Seltenheit, Eigenart oder Schönheit.“

## Liste
Link zu einem Kartenansichtstool, um Koordinaten zu setzen.
| Bild            | Bezeichnung                                        | Lage                                                   | Beschreibung | Datum | Nummer |
| --------------- | -------------------------------------------------- | ------------------------------------------------------ | ------------ | ----- | ------ |
| BW              | Weymouthskiefer am Mittelteich bei Neudorf         | Neudorf Klösterlich (51° 24′ 24,5″ N, 14° 12′ 38,2″ O) |              |       | 241    |
| BW              | Orchideenwiese am Kubitzteich                      | Wittichenau (51° 23′ 9,6″ N, 14° 13′ 11,3″ O)          |              |       | KM171  |
| Fotos hochladen | Elsterauwald am rechten Elsterufer bei Sollschwitz | Sollschwitz (51° 20′ 44,9″ N, 14° 13′ 7,7″ O)          |              |       | KM184  |